# Yoshi’s Story
Yoshi’s Story (jap. ヨッシーストーリー Yosshī Sutōrī) – gra platformowa z side-scrollingiem, opublikowana i opracowana przez Nintendo na konsolę Nintendo 64. Po raz pierwszy została wydana w Japonii w grudniu 1997, a na całym świecie około rok później. Ponownie wydana na Virtual Console Wii w 2007, a w 2016 – na konsolę Wii U.

## Fabuła
Na wyspie Yoshi był spokojny dzień. Wszystkie Yoshi dzieliły się miłością i wspólnie spędzały czas. Nagle Baby Bowser zmienił cały ich świat w książkę z opowiadaniem. Yoshi muszą przejść przez 6 światów, aby pokonać Baby Bowser’a i uratować Super Happy Tree – drzewo radości, dzięki któremu na wyspie panuje spokój.

## Rozgrywka
W grze występują dwa tryby – „opowieści" oraz „trial”. W pierwszym trybie gracz rozgrywa historię Yoshi przez 6 różnych światów, aby pokonać Baby Bowser’a. Gracze odkrywają nowe trasy, których mogą użyć po zakończeniu trybu „opowieści", aby poznać alternatywne zakończenie dla każdego z rozdziałów. Tryb „trial” pozwala na rozegranie dowolnego poziomu (po przejściu gry w trybie „opowieści") z nielimitowaną ilością prób.
W grze pojawiły się nowe mechaniki gry. Yoshi’s Story nie posiada zwykłego zakończenia poziomu – poziomy się zapętlają, dopóki gracz nie zbierze na nich trzydziestu owoców. Gdy postać w grze zje jakiegoś wroga, to zmienia się on automatycznie w jajko – inaczej niż w Yoshi’s Island. Powraca Flutter Jump czy elementy strzelania. W tej części gry z przeciwników wypada owoc albo serce, które sprawia, że postać gracza biegnie szybciej i jest odporniejsza na ataki. Gra jest side-scrollere’em w 3D, każdy obiekt jest umieszczony w trzech osiach, jednak gracz porusza się po jednej z nich (wyjątek na pierwszym poziomie gdzie są dwie).

## Produkcja
Pierwotnie „Yoshi’s Island 64" był tworzony z myślą o napędzie dyskietek 64DD, ale następnie został przeniesiony na kartridż. Gra była tworzona przez zespół z Yoshi’s Island, wyreżyserowana przez Hideki Konno i wyprodukowana przez Takashiego Tezuka. Wraz z pierwszym promocyjnym klipem wideo z gry, który został ujawniony w Shoshinkai w listopadzie 1996, Yoshi’s Island 64 zaprezentowała bujne, kolorowe światy wcześniej renderowanych grafik 3D i wielokątnych animacji, demonstrując także zdolność Nintendo 64 do uruchamiania gier 2D. Według Shigeru Miyamoto format 2D jest niezbędny do stworzenia artystycznego stylu grafiki. Tytuł gry zmieniono na Yoshi’s Story w sierpniu 1997. Krótko po tym odnotowano rozszerzenie pamięci z 96 do 128 megabitów. Grę wydano w Japonii 21 grudnia 1997. Według recenzentów gra została uznana za zbyt łatwa i mało satysfakcjonująca. Dlatego producent Nintendo of America wprowadził kilka zmian do wersji międzynarodowej, m.in. dodano białe płotki na tekturowych polach, bloki jaj z kolorami pasującymi do Yoshi; nowe lokalizacje niektórych przedmiotów; nieco inne zakończenie, gdy gracz kończy kurs tylko z melonami i dodatkowe tajemnice, w tym ukryte formacje monet, które przeliterują litery. Co więcej, zaktualizowana wersja dodała także funkcję zapisywania do trybu opowieści, umożliwiając graczowi kontynuowanie gry od ostatniej osiągniętej strony.

### Audio
Podczas gdy ogólne efekty dźwiękowe gry zostały zaprojektowane przez Hajime Wakai, głos Yoshi’ego został nagrany przez Kazumi Totaka, dzięki czemu Yoshi’s Story to pierwsza gra, w której występuje głos postaci. Nagrane próbki od tamtej pory stanowią oficjalny głos Yoshi’ego, który po raz drugi pojawił się w tytule Super Smash Bros. z 1999 r., A następnie został ponownie wykorzystany w kolejnych grach, w których pojawił się Yoshi. Ten trend został ostatecznie przerwany w 2009 r. Wraz z wydaniem nowego albumu. Super Mario Bros. Wii, użył oryginalnego odgłosu Yoshi’ego z Super Mario World w hołdzie dla tej gry. Oprócz zapewnienia głosu dla Yoshi’ego, Kazumi Totaka również skomponował muzykę. Gra zawiera interaktywną ścieżkę dźwiękową, w której muzyka zmienia się dynamicznie. Na przykład, jeśli Yoshi zostanie skrzywdzony do punktu, w którym miernik uśmiechu nie ma pozostałych płatków, muzyka spadnie do niższego poziomu i tempa, odzwierciedlając jego ponury nastrój. Ale jeśli Yoshi zjada Owoc Serca i staje się Super Happy, muzyka natychmiast zmieni się w wersję rockową aktualnie odtwarzanego motywu. Totaka ukrył też w grze swoją 19-tonową sygnaturę melodyczną, którą można usłyszeć na ekranie wyboru trybu Trial Mode, po tym, jak muzyka w tle zapętlała się osiem razy. Przed wydaniem gry promocyjna ścieżka dźwiękowa została wydana w Ameryce Północnej pod tytułem Muzyka do Pound the Ground To: Yoshi’s Story Game Soundtrack. Wydany przez The Original Shape CD, Inc., 15-utworowy CD miał charakterystyczną cechę, że został ukształtowany, aby zarysować wydruk na dysku, ilustrujący głowę Yoshi. Jednak jako asymetrycznie ukształtowana płyta CD powoduje problemy ze zgodnością z większością nieprzenośnych odtwarzaczy CD.Ścieżka dźwiękowa została później wydana w Japonii 4 lutego 1998 roku, przez Pony Canyon pod tytułem Yoshi Story Original Soundtrack (jap. ヨッシーストーリーオリジナルサウンドトラック Yosshī Sutōri Orijinaru Saundotorakku), album został wydany jako Vol. 5 w krajowej wersji Nintendo Sound Series. Z każdym wynikiem i fanfarami z gry zawartej na płycie, wydanie zawierało w sumie 49 utworów, a także ostatni bonusowy utwór. Trzecie i ostatnie wydanie ścieżki dźwiękowej „Love, Peace & Happiness: The Original Yoshi’s Story Soundtrack” zawiera 28 utworów i zostało wydane w Niemczech 9 kwietnia 1998 przez Nintendo of Europe.

## Marketing i sprzedaż
Według japońskiego magazynu Famitsu, Yoshi’s Story sprzedało się w ilości 53 428 egzemplarzy w dniu premiery w Japonii. W efekcie uzyskało ono 7. pozycję w rankingu najlepiej sprzedających się gier w rankingu Famitsu. Gra sprzedała dodatkowe 118 502 egzemplarze w czasie do 4 stycznia 1998, spadając na ósme miejsce. Do końca tego roku, Yoshi’s Story sprzedało w sumie 618,789 egzemplarzy w Japonii, co stanowiło 27. pod względem sprzedaży grę wideo w kraju w 1998. Na rynku niemieckim sprzedano 150 000 sztuk od stycznia do września 1998. To sprawiło, że była to szósta pod względem sprzedaży gra konsolowa w tym okresie. Nintendo zamierzało wydać Yoshi’s Story w Ameryce Północnej w sezonie świątecznym w 1997, ale wydanie zostało opóźnione do marca 1998. Urzędnik Nintendo powiedział, że opóźnienie było „oparte na nas wymagającym jakości A-plus”. Po zakończeniu gry Nintendo początkowo wysłało 800 000 sztuk z Japonii do amerykańskich sprzedawców detalicznych. Detaliści obawiali się, że pojawią się niedobory (jak miało to miejsce w przypadku GoldenEye 007), ale urzędnik Nintendo obiecał, że przesyłka zaspokoi popyt. Starając się promować grę w amerykańskich reklamach kierowanych bezpośrednio do Nintendo do ostatnich nabywców konsol; umieszczać reklamy w grach i czasopismach dla dzieci; i emitował 30-sekundową reklamę telewizyjną w NBC, Fox Kids, WB Kids i Nickelodeon podczas programów dla dzieci. 7 marca 1998 Nintendo uruchomiło grę w Lizard Lick w Północnej Karolinie. W ramach wydarzenia odbyły się konkursy językowe dla dzieci oraz terminale wideo, w których można wypróbować grę. O ile Yoshi’s Story została pierwotnie zaplanowana na 9 marca 1998, to została przełożona z powodu burz El Niño. Została oficjalnie wydana następnego dnia, 10 marca 1998 z MSRP w wysokości 59,95 USD. Artykuł w Financial Times mówi, że za późne wydanie, nieodpowiednia podaż i błędy w dystrybucji doprowadziły do niskiej sprzedaży Yoshi’s Story w USA. W ciągu miesiąca cena gry była obniżana o ponad 50%. Mimo to Yoshi’s Story stała się tytułem gracza w dniu 23 sierpnia 1998, a jej MSRP została obniżona do 39,95 USD. PC Data, która śledziła sprzedaż w Stanach Zjednoczonych, poinformowała, że gra sprzedała się w 679219 sztuk i zarobiła 32,6 miliona dolarów do końca 1998. To sprawiło, że jest to ósme pod względem sprzedaży wydanie Nintendo 64 w tym roku. Według The NPD Group Yoshi’s Story była 16. pod względem sprzedaży grą wideo w Stanach Zjednoczonych w 1998.